# كارلوس برانكو
كارلوس برانكو (بالبرتغالية: Carlos Castelo Branco‏) هو لاعب كرة الماء برازيلي، (ولد في ريو دي جانيرو في البرازيل مايو 1898  م).

## وصلات خارجية
- كارلوس برانكو على موقع الاتحاد الدولي للتجديف (الإنجليزية)
- كارلوس برانكو على موقع أوليمبيديا (الإنجليزية)